# Махмуд Сулейман аль-Магриби
 Махмуд Сулейман аль-Магриби (араб. محمود سليمان المغربي ‎, англ. Mahmood Suleiman Maghribi ; 29 ноября 1935, Хайфа, Британская подмандатная территория Палестина — 17 июля 2009, Дамаск, Сирийская Арабская Республика) — ливийский политический деятель, первый премьер-министр Ливийской Арабской Республики в 1969 — 1970 годах.

## Биография
Махмуд Сулейман аль-Магриби родился 29 ноября 1935 года в городе Хайфа Британской подмандатной территории Палестина в арабской семье. В 1948 году, когда началась первая арабо-израильская война, пятнадцатилетний Магриби был вывезен в Сирию. Там в 1950 году он стал одним из основателей организации «Дети Палестины», успешно боровшейся за права палестинцев в Сирии. Некоторое время Магриби работал в министерстве просвещения Катара, находившегося под британским протекторатом, обучался в Дамасском университете в Сирии, а также в Ливане и США, где изучал юридические основы добычи и сбыта нефти. В Университете Джорджа Вашингтона Магриби получил учёную степень доктора права и экономических наук и в 1966 году приехал в Ливию. Здесь он работал юридическим советником в компании «ЭССО», одновременно выступая одним из ведущих деятелей профсоюза нефтяников, входя в состав его Центрального комитета. Одновременно аль-Магриби примкнул к гражданскому крылу подпольной организации «Свободные офицеры юнионисты-социалисты». В 1967 году, в период Шестидневной войны стал одним из организатором забастовки портовых рабочих Ливии, за что был арестован властями Королевства и в августе того же года приговорён к 4 годам тюрьмы с лишением ливийского гражданства. В августе 1969 года, за несколько недель до падения монархии, Магриби был досрочно освобождён, а 1 сентября к власти в стране пришли молодые офицеры во главе с капитаном инженерных войск Муаммаром Каддафи.
Через неделю, 8 сентября 1969 года, Совет революционного командования Ливии назначил Махмуда аль-Магриби главой первого республиканского правительства. Вступая на пост премьер-министра, Магриби заявил, что его  «правительство будет укреплять связи с арабскими странами и поддержит палестинский народ в его борьбе за освобождение» .

### Состав правительства Махмуда аль-Магриби
- Премьер-министр, министр финансов, министр сельского хозяйства и аграрной реформы — Махмуд Сулейман аль-Магриби;
- Министр иностранных дел — Салах Бувазир;
- Министр обороны — полковник Адам аль-Хавваз (до 7 декабря 1969 года);
- Министр внутренних дел — полковник Муса Ахмад (до 7 декабря 1969 года);
- Министр нефти, труда и социальных вопросов — Анис Ахмед Штеви.

### Деятельность правительства Махмуда аль-Магриби
С первого дня официального вступления в свои права правительства аль-Магриби полный контроль над Ливией оставался у СРК во главе с Каддафи, однако поначалу премьер и его министры появлялись на политической арене чаще, чем реальные хозяева страны. Во второй половине сентября Магриби дал интервью египетскому еженедельнику «Роз эль-Юсеф» и заявил, что Ливия будет стремиться к достижению арабского единства и развивать всесторонние связи с арабскими странами. Он рассказал о трудностях, с которыми столкнулось его правительство и новый режим, в частности посетовал на отсутствие в стране развитой нефтеперерабатывающей промышленности и на необходимость ввозить бензин из Италии. В октябре Магриби ещё раз вернулся к вопросу о нефти и заявил, что правительство будет добиваться повышения доходов от её добычи и продажи.
29 сентября 1969 года аль-Магриби официально заявил, что правительство не намерено продлевать истекавший в 1971 году срок аренды иностранных военных баз на территории страны. Это означало ликвидацию базы ВВС США Уилус-Филд близ Триполи и баз ВВС Великобритании в Эль-Адеме и Тобруке. Чтобы ускорить этот процесс, от имени правительства был установлен контроль над полётами иностранных военных самолётов и ограничены экстерриториальные права британских и американских военнослужащих в Ливии. В тот же день США и Великобритания получили требования ликвидировать базы до истечения срока аренды. Каддафи и аль-Магриби вместе объявили об этом на многотысячном митинге в Триполи. 15 ноября правительство аль-Магриби заявило о решении усилить контроль над базой Уилус-Филд и о запрете всех полётов ВВС США в Ливии, кроме транспортных рейсов. В то же время руководители революции ещё не спешили открыто выступать в первых ролях. Один из членов СРК заявил в эти дни корреспонденту советской газеты «Правда» Ю.Глухову: «Нам ничего не нужно от революции, мы не ищем личной выгоды. Нам чужда слава. Вот почему некоторые имена ещё остаются неназванными». Почти одновременно аль-Магриби выступил со статьёй в первом номере правительственной газеты «Ас-Саура» со своими рассуждениями о ливийской революции. Он писал, что революция не обещает чуда, но организованный, полный решимости народ, проводящий научную и продуманную политику, способен совершать почти чудеса. В сентябре—ноябре 1969 года правительство Магриби и СРК провели множество социальных преобразований: был вдвое увеличен минимум заработной платы рабочих, снижена плата за медицинское обслуживание, для поощрения внутреннего производства введены ограничения на ввоз ряда товаров из-за рубежа и пр.
Однако к концу года на первый план стали выходить Каддафи и его соратники. После смещения 7 декабря 1969 года министра обороны Адама аль-Хавваза и министра внутренних дел Мусы Ахмада заметно снижавшаяся роль правительства ещё больше упала. Делегацию на важных переговорах о ликвидации иностранных военных баз возглавил не входивший в состав правительства член СРК майор Абдель Салам Джеллуд, а президент Египта Гамаль Абдель Насер и глава Революционного совета Судана генерал Джафар Нимейри, совместно посетившие Триполи в конце декабря, вели переговоры уже с Каддафи. После того, как 11 декабря Совет революционного командования опубликовал Временную конституционную декларацию, уход правительства Магриби был предрешён. 16 января 1970 года Муаммар Каддафи лично возглавил правительство, но о новом назначении аль-Магриби объявлено не было. Это породило слухи о том, что бывший премьер и несколько его министров арестованы и находятся под следствием. Эти слухи были подогреты опубликованным 19 января указом СРК о наказании чиновников, уличённых в коррупции и злоупотреблении властью. В ориентированной на Запад прессе обсуждались предположения, что аль-Магриби был лидером прокоммунистической оппозиции Каддафи, но, но вскоре тот был отправлен на работу за границу в качестве постоянного представителя Ливии в Совете Безопасности ООН. Слухи не подтвердились и позднее сам Каддафи в интервью Мирелле Бьянко категорически опроверг существование этого «коммунистического заговора».

### За пределами Ливии. Лидер оппозиции
После работы в ООН Махмуд аль-Магриби был назначен послом Ливийской Арабской Республики в Великобритании. В октябре 1976 года он вышел в отставку и остался в Лондоне. Став в 1977 году невозвращенцем, он последующие годы работал юридическим консультантом. Он окружил себя группой ливийских интеллектуалов, которые обвиняли Каддафи в захвате власти и в «насильственной революции».
Когда в Каире был образован оппозиционный «Ливийский национально-демократический союз», аль-Магриби стал во главе этой организации, включавшей также бывших членов СРК Омара Мохейши и Абдель Монейма Хуни. Союз выступал под лозунгами ненасилия, утверждал, что не ведёт вооружённой борьбы против правительства Ливии  и отверг предложения США о помощи.
В 1977 году оппозиционеры при поддержке французской Службы внешней документации и контрразведки и египетских спецслужб сформировали правительство в изгнании, но оно просуществовало только до 1978 года.
Сам аль-Магриби категорически опровергал информацию о том, что ЛНДС получила французскую помощь.
В 1978 году в Лондоне на аль-Магриби было совершено неудачное покушение, участники которого были арестованы и в марте 1979 года осуждены британским судом . Продолжая работать юрисконсультом в Лондоне он продолжил возглавлять ЛНДС после его раскола, в феврале 1983 года его организация входит в Ливийский национальный союз.
Союз вместе с другими оппозиционными силами осудил американские бомбардировки Ливии в 1986 году, квалифицировав их как «террористический акт» . Оставаясь умеренным оппозиционером, аль-Магриби в 1987 году откликнулся на политику примирения, провозглашённую Каддафи, и совершил недельную поездку в Ливию.
В 2008 году аль-Магиби переехал в Дамаск, где и прожил последние годы в окружении семьи.
Махмуд Сулейман аль-Магриби скончался утром 17 июля 2009 года в Дамаске. 20 июля он был похоронен в ливийском Триполи. На похоронах аль-Магриби присутствовал глава Палестинской автономии Махмуд Аббас, который учился с ним в детстве.

## Частная жизнь
Махмуд Сулейман аль-Магриби был женат, у него были три дочери и внучка.